# مرکز مبادله محلی
مرکز مبادله محلی (به انگلیسی: Local Exchange Carrier) یا LEC یکی از اصطلاحات تنظیمی در علم مخابرات است که به شرکت محلی تلفن گفته می‌شود.
در ایالات متحده، شرکت‌های تلفنی به دو دسته مرکز مبادله محلی و مرکز مبادله راه دور تقسیم می‌شوند.